# Prix Lambda Literary
Les prix Lambda Literary (également appelés « Lammys ») sont des prix littéraires américains, décernés depuis 1989 par la Lambda Literary Foundation, pour des œuvres en rapport avec le monde LGBT. Les catégories sont au nombre d'une vingtaine. Les œuvres doivent avoir été publiées aux États-Unis l'année précédente.

## Histoire
A partir des années 70 se produit au États-Unis une augmentation importante du nombre de publications et de librairies LGBT, mais aucun prix ne venait récompenser ce travail. C'est pour faire face à cette situation qu'est créé en 1989 par la Lamda Book Report le Lambda Literary Awards. A sa création, il comprend 14 catégories récompensant principalement des littératures gays ou lesbiennes. On peut aussi noter l'existence d'une catégorie AIDS Litterature (littérature du SIDA), qui disparaîtra plus tard.
En 1997 est créé la Lambda Literary Foundation. Sa création a pour but de remplacer le Lambda Book Report dans l'administration du prix.
En 1997 et 2002 sont ajoutées des catégories pour respectivement les littératures trans et bisexuelles.
En 2009, les Lemmys font le choix de ne donner les prix qu'à des membres de la communauté LGBT. Une des raisons est que des auteurs seraient frustrés lorsque ce sont des personnes n'étant pas LGBT ont les prix. Cette décision donna lieu à de nombreuses polémiques.
En 2011, la décision de 2009 fut annulée.
En 2021, la remise des prix est pour la première fois retransmise en direct.

## Condition d'éligibilité
Afin d'être éligible, il faut que le livre ait été publié et communiqué au jury l'année précédent. Pour pouvoir participer au prix décerné à l'année n+1 pour récompensé les livres de l'année n, il faut que le livre ait été publié à l'année n.
Le livre doit avoir été publié en anglais, et être disponible physiquement ou numériquement aux États-Unis.
Les auteurs et autrices peuvent être de n'importe quel genre ou sexualité.

## 1988
| Catégorie                         | Auteur                               | Titre                                |
| --------------------------------- | ------------------------------------ | ------------------------------------ |
| SIDA                              | Paul Monette                         | Borrowed Time: An AIDS Memoir        |
| Editor's Choice                   | Karen Thompson et Julie Andrzejewski | Why Can’t Sharon Kowalski Come Home? |
| Gay Men's Debut Fiction           | Alan Hollinghurst                    | The Swimming-Pool Library            |
| Gay Men's Fiction                 | Edmund White                         | The Beautiful Room Is Empty          |
| Gay Men's Mystery/Science-Fiction | Michael Nava                         | Goldenboy                            |
| Gay Men's Nonfiction              | Paul Monette                         | Borrowed Time: An AIDS Memoir        |
| Gay Men's Biography/Autobiography |                                      |                                      |
| Gay Men's Poetry                  |                                      |                                      |
| Gay Men's Studies                 |                                      |                                      |
| Humor                             |                                      |                                      |
| Lesbian Biography/Autobiography   |                                      |                                      |
| Lesbian Fiction                   | Dorothy Allison                      | Trash                                |
| Lesbian Mystery                   | Antoinette Azolakov                  | Skiptrace                            |
| Lesbian Poetry (ex æquo)          |                                      |                                      |
| Lesbian Poetry (ex æquo)          |                                      |                                      |
| Lesbian Studies                   |                                      |                                      |
| Photography/Visual Arts           |                                      |                                      |
| Pioneer Award                     |                                      |                                      |
| Publishers Service Award          |                                      |                                      |
| Religion/Spirituality             |                                      |                                      |
| Science Fiction/Fantasy/Horror    |                                      |                                      |
| Small Press                       |                                      |                                      |
| Transgender                       |                                      |                                      |

## 1989
| Catégorie                         | Auteur               | Titre                          |
| --------------------------------- | -------------------- | ------------------------------ |
| Anthologies/Fiction               |                      |                                |
| Anthologies/Nonfiction            |                      |                                |
| Children's/Young Adult            | MaryKate Jordan      | Losing Uncle Tim               |
| Drama                             |                      |                                |
| Editor's Choice                   | Rebecca Mark         | Lifting Belly Gertrude Stein   |
| Gay Men's Biography/Autobiography |                      |                                |
| Gay Men's Fiction                 | David B. Feinberg    | Eighty-Sixed                   |
| Gay Men's Mystery                 | Mark Richard Zubro   | Simple Subarban Murder         |
| Gay Men's Poetry                  | Michael Klein        | Poets for Life                 |
| Gay Men's Studies                 |                      |                                |
| Humor                             | Robert Triptow       | Gay Comics                     |
| Lesbian Biography/Autobiography   |                      |                                |
| Lesbian Fiction                   | Nisa Donnelly        | The Bar Stories: A Novel After |
| Lesbian Mystery                   | Katherine V. Forrest | The Beverly Malibu             |
| Lesbian Poetry                    |                      |                                |
| Lesbian Studies                   |                      |                                |
| Photography/Visual Arts           |                      |                                |
| Pioneer Award                     |                      |                                |
| Publishers Service Award          | Carol Seajay         | Feminist Bookstore News        |
| Religion/Spirituality             |                      |                                |
| Science Fiction/Fantasy/Horror    |                      |                                |
| Small Press                       | Larry Mitchell       | My Life as a Mole              |
| Transgender                       |                      |                                |

## 1990
| Catégorie                         | Auteur                | Titre                                |
| --------------------------------- | --------------------- | ------------------------------------ |
| Anthologies/Fiction               |                       |                                      |
| Anthologies/Nonfiction            |                       |                                      |
| Children's/Young Adult            |                       |                                      |
| Drama                             |                       |                                      |
| Editor's Choice                   | Waynes Dynes          | The Encyclopedia of Homosexuality    |
| Gay Men's Biography/Autobiography | George Strambolian    | Men On Men 3                         |
| Gay Men's Fiction                 | Allen Barnett         | The Body and Its Dangers             |
| Gay Men's Mystery                 | Michael Nava          | Howtown                              |
| Gay Men's Poetry                  | Michael Lassell       | Decade Dance                         |
| Gay Men's NonFiction              | Alan Berube           | Coming Out Under Fire                |
| Humor                             | Alison Bechdel        | New, Improved Dykes to Watch Out For |
| Lesbian Biography/Autobiography   |                       |                                      |
| Lesbian Fiction                   | Paula Martinac        | Out of Time                          |
| Lesbian Mystery ex aequo          | Barbara Wilson        | Gaudi Afternoon                      |
| Lesbian Mystery ex aequo          | Lauren Wright Douglas | Ninth Life                           |
| Lesbian Poetry                    | Marilyn Hacker        | Going Back to the River              |
| Lesbian Studies                   |                       |                                      |
| Photography/Visual Arts           |                       |                                      |
| Pioneer Award                     |                       |                                      |
| Publishers Service Award          |                       |                                      |
| Religion/Spirituality             |                       |                                      |
| Science Fiction/Fantasy/Horror    |                       |                                      |
| Small Press                       |                       |                                      |
| Transgender                       |                       |                                      |

## 1991
| Catégorie                         | Auteur                                            | Titre                                                                            |
| --------------------------------- | ------------------------------------------------- | -------------------------------------------------------------------------------- |
| Gay Men's Anthologies/Fiction     | Essex Hemphill, éditeur                           | Brother to Brother: New Writings by Black Gay Men                                |
| Anthologies/Nonfiction            | Becky Birtha Seal Press, éditeur                  | The Forbidden Poems                                                              |
| Children's/Young Adult            | Johnny Valentine, illustrated par Lynette Schmidt | The Duke Who Outlawed Jelly Beans: and Other Stories                             |
| Drama                             |                                                   |                                                                                  |
| Editor's Choice                   | Lillian Faderman                                  | Odd Girls and Twilight Lovers: A History of Lesbian Life in 20th Century America |
| Gay Men's Biography/Autobiography |                                                   |                                                                                  |
| Gay Men's Fiction                 | Harlan Greene                                     | What the Dead Remember                                                           |
| Gay Men's Mystery                 | Joseph Hansen                                     | A Country of Old Men                                                             |
| Gay Men's Poetry                  | Assoto Saint, éditeur                             | The Road Before Us: 100 Gay Black Poets                                          |
| Gay Men's Studies                 |                                                   |                                                                                  |
| Humor                             | Joe Keenan                                        | Putting on the Ritz                                                              |
| Lesbian Biography/Autobiography   |                                                   |                                                                                  |
| Lesbian Fiction ex aequo          | Jewelle Gomez                                     | The Gilda Stories                                                                |
| Lesbian Fiction ex aequo          | Alfred A. Knopf                                   | The Revolution of Little Girls by Blanche Boyd                                   |
| Lesbian Mystery                   |                                                   |                                                                                  |
| Lesbian Poetry                    |                                                   |                                                                                  |
| Lesbian Studies                   |                                                   |                                                                                  |
| Photography/Visual Arts           |                                                   |                                                                                  |
| Pioneer Award                     |                                                   |                                                                                  |
| Publishers Service Award          |                                                   |                                                                                  |
| Religion/Spirituality             |                                                   |                                                                                  |
| Science Fiction/Fantasy/Horror    | Jewelle Gomez                                     | The Gilda Stories                                                                |
| Small Press                       |                                                   |                                                                                  |
| Transgender                       |                                                   |                                                                                  |

## 1992
| Catégorie                         | Auteur                   | Titre                                     |
| --------------------------------- | ------------------------ | ----------------------------------------- |
| Gay Men's Anthologies             | John Preston, éditeur    | A Member of the Family                    |
| Lesbian Anthologies               | Joan Nestle, éditrice    | The Persistent Desire                     |
| Children's/Young Adult            | Penny Raife Durant       | When Heroes Die                           |
| Drama                             |                          |                                           |
| Editor's Choice                   | Richard Mohr             | Gay Ideas                                 |
| Gay Men's Biography/Autobiography |                          |                                           |
| Gay Men's Fiction                 | Randall Kenan            | Let the Dead Bury the Dead                |
| Gay Men's Mystery                 | Michael Nava             | The Hidden Law                            |
| Gay Men's Poetry                  | Edward Field             | Counting Myself Lucky                     |
| Gay Men's NonFiction              | Paul Monette             | Becoming a Man                            |
| Humor                             | Alison Bechdel           | Dykes to Watch Out For: The Sequel        |
| Lesbian Biography/Autobiography   |                          |                                           |
| Lesbian Fiction                   | Judith Katz              | Running Fiercely Toward a High Thin Sound |
| Lesbian Mystery ex aequo          | Elizabeth Pincus         | Two-Bit Tango                             |
| Lesbian Mystery ex aequo          | Jaye Maiman              | Crazy for Loving                          |
| Lesbian Poetry                    | Audre Lorde              | Undersong                                 |
| Lesbian Studies                   |                          |                                           |
| Photography/Visual Arts           |                          |                                           |
| Pioneer Award                     |                          |                                           |
| Publishers Service Award          | Craig Rodwell, fondateur | Oscar Wilde Memorial Bookshop             |
| Religion/Spirituality             |                          |                                           |
| Science Fiction/Fantasy/Horror    |                          |                                           |
| Small Press                       | David Wojnarowicz        | Memories That Smell Like Gasoline         |
| Transgender                       |                          |                                           |

## 1993
| Catégorie                         | Auteur                                               | Titre                                                    |
| --------------------------------- | ---------------------------------------------------- | -------------------------------------------------------- |
| Anthologies                       | Henry Abelove, Michele Aina Barale et David Halperin | Lesbian and Gay Studies Reader                           |
| Children's/Young Adult            | Hilary Mullins                                       | The Cat Came Back                                        |
| Drama                             | Tony Kushner                                         | Angels in America: Millennium Approaches                 |
| Editor's Choice                   | Coleman Dowell                                       | A Star Bright Lie                                        |
| Gay Men's Biography/Autobiography | Edmund White                                         | Genet                                                    |
| Gay Men's Fiction                 | Joseph Hansen                                        | Living Upstairs                                          |
| Gay Men's Mystery                 | Steven Saylor                                        | Catilina's Riddle                                        |
| Gay Men's Poetry (ex æquo)        | James Schuyler                                       | Collected Poems                                          |
| Gay Men's Poetry (ex æquo)        | Michael Klein                                        | 1990                                                     |
| Gay Men's Studies                 | Randy Shilts                                         | Conduct Unbecoming: Gays and Lesbians in the US Military |
| Humor                             | Alison Bechdel                                       | Spawn of Dykes to Watch Out For                          |
| Lesbian Biography/Autobiography   | Josyane Savigneau                                    | Marguerite Yourcenar                                     |
| Lesbian Fiction                   | Jeanette Winterson                                   | Written on the Body                                      |
| Lesbian Mystery                   | Mary Wings                                           | Divine Victim                                            |
| Lesbian Poetry                    | Audre Lorde                                          | The Marvelous Arithmetics of Distance                    |
| Lesbian Studies                   | Elizabeth Kennedy et Madeline Davis                  | Boots of Leather, Slippers of Gold                       |
| Publishers Service Award          | Michael Denneny, St. Martin's Press                  |                                                          |
| Science Fiction/Fantasy/Horror    | Starhawk                                             | The Fifth Sacred Thing                                   |
| Small Press (ex æquo)             | Leslie Feinberg                                      | Stone Butch Blues                                        |
| Small Press (ex æquo)             | Other Countries                                      | Sojourner                                                |

## 1994
| Catégorie                         | Auteur                             | Titre                                         |
| --------------------------------- | ---------------------------------- | --------------------------------------------- |
| Anthologies/Fiction               | Lillian Faderman, ed.              | Chloe Plus Olivia                             |
| Anthologies/Nonfiction            | Joan Nestle et John Preston        | Sister and Brother                            |
| Children's/Young Adult            | Marion Dane Bauer                  | Am I Blue?                                    |
| Drama                             | Tony Kushner                       | Angels in America: Perestroika                |
| Editor's Choice                   | Mab Segrest                        | Traitor to the Race                           |
| Gay Men's Biography/Autobiography | Abraham Verghese                   | My Own Country                                |
| Gay Men's Fiction                 | Alan Hollinghurst                  | The Folding Star                              |
| Gay Men's Mystery                 | John Berendt                       | Minuit dans le jardin du bien et du mal       |
| Gay Men's Poetry                  | Thom Gunn                          | Collected Poems                               |
| Gay Men's Studies                 | George Chauncey                    | Gay New York                                  |
| Humor                             | Ellen Galford                      | The Dyke and the Dybbuk                       |
| Lesbian Biography/Autobiography   | Renate Stendhal                    | Gertrude Stein: In Words and Pictures         |
| Lesbian Fiction                   | Rebecca Brown                      | Gifts of the Body                             |
| Lesbian Mystery                   | Ellen Hart                         | Small Sacrifice                               |
| Lesbian Poetry                    | Marilyn Hacker                     | Winter Numbers                                |
| Lesbian Studies                   | Dorothy Allison                    | Skin                                          |
| Photography/Visual Arts           | Nancy Andrews                      | Family: A Portrait of Gay and Lesbian America |
| Publishers Service Award          | Barbara Smith, Kitchen Table Press |                                               |
| Science Fiction/Fantasy/Horror    | Melissa Scott                      | Trouble and Her Friends                       |
| Small Press                       | Kiss & Tell                        | Her Tongue on My Theory                       |

## 1995
| Catégorie                                | Auteur                                    | Titre                                                                    |
| ---------------------------------------- | ----------------------------------------- | ------------------------------------------------------------------------ |
| Anthologies/Fiction                      | E. J. Levy, ed.                           | Tasting Life Twice                                                       |
| Anthologies/Nonfiction                   | Claude J. Summers, ed.                    | Gay and Lesbian Literary Heritage                                        |
| Children's/Young Adult                   | Jacqueline Woodson                        | From the Notebooks of Melanin Sun                                        |
| Drama (ex æquo)                          | Tony Kushner                              | Slavs (Thinking About the Longstanding Problems of Virtue and Happiness) |
| Drama (ex æquo)                          | Guinevere Turner et Rose Troche           | Go Fish                                                                  |
| Editor's Choice                          | Patrick Califia et Janine Fuller          | Forbidden Passages, Intro                                                |
| Gay Men's Biography/Autobiography        | Lyle Leverich                             | Tom: The Unknown Tennessee Williams                                      |
| Gay Men's Fiction                        | Michael Cunningham                        | Flesh et Blood                                                           |
| Gay Men's Mystery                        | R. D. Zimmerman                           | Closet                                                                   |
| Gay Men's Poetry                         | Mark Doty                                 | Atlantis                                                                 |
| Gay Men's Studies                        | Joseph Carrier                            | De Los Otros                                                             |
| Humor                                    | Ellen Orleans                             | The Butches of Madison County                                            |
| Lesbian Biography/Autobiography          | Erica Fischer                             | Aimée et Jaguar                                                          |
| Lesbian Fiction                          | Jacqueline Woodson                        | Autobiography of a Family Photo                                          |
| Lesbian Mystery                          | Jean M. Redmann                           | Intersection of Law and Desire                                           |
| Lesbian Poetry                           | Adrienne Rich                             | Dark Fields of the Republic                                              |
| Lesbian Studies                          | Karla Jay                                 | Dyke Life                                                                |
| Photography/Visual Arts                  | Andrea Weiss                              | Paris was a Woman                                                        |
| Pioneer Award                            | L. Page “Deacon” Maccubbin, Lambda Rising |                                                                          |
| Publishers Service Award                 | Nancy Bereano, Firebrand Press            |                                                                          |
| Publishers Service Award                 | Janine Fuller et Stuart Blackley          | Restricted Entry                                                         |
| Religion/Spirituality                    | Brian Bouldrey                            | Wrestling with the Angel                                                 |
| Science Fiction/Fantasy/Horror (ex æquo) | Melissa Scott                             | Shadow Man                                                               |
| Science Fiction/Fantasy/Horror (ex æquo) | Nicola Griffith                           | Slow River                                                               |
| Small Press                              | Eileen Myles et Liz Kotz                  | The New Fuck You                                                         |

## 1996
| Catégorie                         | Auteur                            | Titre                                                    |
| --------------------------------- | --------------------------------- | -------------------------------------------------------- |
| Anthologies/Fiction               | Joan Nestle et Naomi Holoch, eds. | Women on Women 3                                         |
| Anthologies/Nonfiction            | Michael Bronski, ed.              | Taking Liberties                                         |
| Children's/Young Adult            | Nancy Garden                      | Good Moon Rising                                         |
| Drama                             | Sue-Ellen Case                    | Split Britches                                           |
| Editor's Choice                   | Donald Windham                    | Tennessee Williams’ Letters to Donald Windham, 1940-1965 |
| Gay Men's Biography/Autobiography | Fenton Johnson                    | Geography of the Heart                                   |
| Gay Men's Fiction                 | Shyam Selvadurai                  | Funny Boy                                                |
| Gay Men's Mystery                 | Michael Nava                      | The Death of Friends                                     |
| Gay Men's Poetry                  | Rafael Campo                      | What the Body Told                                       |
| Gay Men's Studies                 | Patrick Merla, ed.                | Boys Like Us                                             |
| Humor                             | Judy Carter                       | Homo Handbook                                            |
| Lesbian Biography/Autobiography   | Doris Grumbach                    | Life in a Day                                            |
| Lesbian Fiction                   | Achy Obejas                       | Memory Mambo                                             |
| Lesbian Mystery                   | Ellen Hart                        | Robber's Wine                                            |
| Lesbian Poetry (ex æquo)          | Robin Becker                      | All-American Girl                                        |
| Lesbian Poetry (ex æquo)          | Maureen Seaton                    | Furious Cooking                                          |
| Lesbian Studies                   | Bernadette J. Brooten             | Love Between Women                                       |
| Photography/Visual Arts           | Susie Bright et Jill Posener      | Nothing But the Girl                                     |
| Pioneer Award                     | Helaine Harris, Daedalus Books    |                                                          |
| Publishers Service Award          | Norman Laurila, A Different Light |                                                          |
| Religion/Spirituality             | Peter Gomes                       | The Good Book                                            |
| Science Fiction/Fantasy/Horror    | Clive Barker                      | Sacrements (Sacrament)                                   |
| Small Press                       | Loren Cameron                     | Body Alchemy                                             |
| Transgender                       | Loren Cameron                     | Body Alchemy                                             |

## 1997
| Catégorie                         | Auteur                                                               | Titre                                                                         |
| --------------------------------- | -------------------------------------------------------------------- | ----------------------------------------------------------------------------- |
| Anthologies/Fiction               | Robert Drake et Terry Wolverton, eds.                                | His(2) (Faber & Faber)                                                        |
| Anthologies/Nonfiction            | Gordon Brent Ingram, AnneMarie Bouthillette, et Yolanda Retter, ed.s | Queers in Space: Communities, Public Places, Sites of Resistance (Bay)        |
| Children's/Young Adult            | Jacqueline Woodson                                                   | The House You Pass On the Way (Delacorte)                                     |
| Drama                             | Moises Kaufman                                                       | Gross Indecency: the Three Trials of Oscar Wilde (Vintage)                    |
| Editor's Choice                   | Patricia Nell Warren                                                 | Billy's Boy (Wildcat)                                                         |
| Gay Men's Biography/Autobiography | Rafael Campo                                                         | The Poetry of Healing (W.W. Norton)                                           |
| Gay Men's Fiction                 | Aryeh Lev Stollman                                                   | The Far Euphrates (Putnam)                                                    |
| Gay Men's Mystery                 | David Hunt                                                           | The Magician's Tale (Putnam)                                                  |
| Gay Men's Poetry                  | Cyrus Cassells                                                       | Beautiful Signor (Copper Canyon)                                              |
| Gay Men's Studies                 | Charles Kaiser, ed.                                                  | Gay Metropolis (Houghton Mifflin)                                             |
| Humor                             | Bob Smith (en)                                                       | Openly Bob (Rob Weisbach)                                                     |
| Lesbian Biography/Autobiography   | Barbara Wilson                                                       | Blue Windows: a Christian Science Childhood (Picador)                         |
| Lesbian Fiction                   | Elana Dykewomon                                                      | Beyond the Pale (Press Gang)                                                  |
| Lesbian Mystery                   | Randye Lordon                                                        | Father Forgive Me (Avon Publications)                                         |
| Lesbian Poetry (ex æquo)          | Joan Larkin                                                          | Cold River (Painted Leaf)                                                     |
| Lesbian Poetry (ex æquo)          | Eileen Myles                                                         | School of Fish (Black Sparrow)                                                |
| Lesbian Studies                   | Lisa C. Moore                                                        | Does Your Mama Know? (Redbone)                                                |
| Photography/Visual Arts (ex æquo) | David Leddick                                                        | Naked Men: Pioneering Male Nudes 1935-1955 (Universe)                         |
| Photography/Visual Arts (ex æquo) | Robert Giard                                                         | Particular Voices: Portraits of Gay and Lesbian Writers (MIT)                 |
| Pioneer Award                     | Ron Hanby, Bookazine                                                 |                                                                               |
| Publishers Service Award          | Douglas Mitchell, University of Chicago Press                        |                                                                               |
| Religion/Spirituality             | Rebecca Alpert                                                       | Like Bread on the Seder Plate (Columbia University)                           |
| Science Fiction/Fantasy/Horror    | Nicola Griffith et Stephen Pagel                                     | Bending the Landscape (White Wolf)                                            |
| Small Press                       | Lisa C. Moore                                                        | Does Your Mama Know? (Redbone)                                                |
| Transgender (ex æquo)             | Carol Queen et Lawrence Schimel, eds.                                | PoMoSexuals: Challenging Assumptions about Gender and Sexuality (Cleis Press) |
| Transgender (ex æquo)             | Daphne Scholinski et Jane Meredith Adams                             | The Last Time I Wore a Dress (Putnam)                                         |

## 1998
| Catégorie                         | Auteur                                 | Titre                                                                                                  |
| --------------------------------- | -------------------------------------- | --- |
| Anthologies/Fiction               | Byrne R. S. Fone, ed.                  | Columbia Anthology of Gay Literature (Columbia University)                                             |
| Anthologies/Nonfiction            | Nisa Donnelly, ed.                     | Mom: Candid Memoirs by Lesbians About the First Woman in Their Life (Alyson (en))                      |
| Anthologies/Nonfiction            | David L. Eng                           | Q & A: Queer in Asian America (Temple University)                                                      |
| Children's/Young Adult            | Kevin Jennings                         | Telling Tales Out of School (Alyson (en))                                                              |
| Drama                             | Holly Hughes                           | O Solo Homo (Grove)                                                                                    |
| Editor's Choice Award             | Naeem Murr                             | The Boy (Houghton Mifflin)                                                                             |
| Gay Men's Biography/Autobiography | William J. Mann                        | Wisecracker (Viking Press)                                                                             |
| Gay Men's Fiction                 | Mark Merlis                            | An Arrow's Flight (St. Martin's)                                                                       |
| Gay Men's Mystery                 | R. D. Zimmerman                        | Outburst (Random House)                                                                                |
| Gay Men's Poetry                  | J. D. McClatchy                        | Ten Commandments (Knopf)                                                                               |
| Gay Men's Studies                 | John Loughery                          | The Other Side of Silence (Henry Holt)                                                                 |
| Humor                             | Michael Thomas Ford                    | Alec Baldwin Doesn’t Love Me and Other Trials of My Queer Life (Alyson (en))                           |
| Lesbian Biography/Autobiography   | Alison Bechdel                         | The Indelible Alison Bechdel; Confessions, Comix, and Miscellaneous Dykes to Watch Out For (Firebrand) |
| Lesbian Fiction                   | Dorothy Allison                        | Cavedweller (Dutton)                                                                                   |
| Lesbian Mystery (ex æquo)         | Nicola Griffith                        | The Blue Place (Avon Publications)                                                                     |
| Lesbian Mystery (ex æquo)         | Sarah Dreher                           | Shaman's Moon (New Victoria)                                                                           |
| Lesbian Poetry                    | Gerry Gomez Pearlberg                  | Marianne Faithfull's Cigarette (Cleis Press)                                                           |
| Lesbian Studies                   | Joan Nestle                            | A Fragile Union (Cleis)                                                                                |
| Photography/Visual Arts (ex æquo) | David Leddick                          | The Male Nude (Taschen)                                                                                |
| Photography/Visual Arts (ex æquo) | Barbara Seyda avec Diana Herrera       | Women in Love (Bullfinch/Little Brown)                                                                 |
| Pioneer Award                     | Katherine V. Forrest                   | |
| Publisher Service Award           | Joan M. Drury, Spinsters Ink           | |
| Religion/Spirituality             | Donna Minkowitz                        | Ferocious Romance (Free Press)                                                                         |
| Science Fiction/Fantasy (ex æquo) | Nicola Griffith et Stephen Pagel, eds. | Bending the Landscape II (Overlook Books)                                                              |
| Science Fiction/Fantasy (ex æquo) | Clive Barker                           | Galilee (HarperCollins)                                                                                |
| Small Press                       | Sharon Bridgforth                      | the bull-jean stories (RedBone)                                                                        |
| Transgender/Bisexual              | Michael R. Gorman                      | The Empress Is a Man (Harrington Park)                                                                 |

## 1999
| Catégorie                         | Auteur                                           | Titre                                                                               |
| --------------------------------- | ------------------------------------------------ | ----------------------------------------------------------------------------------- |
| Anthologies/Fiction               | Naomi Holoch, Joan Nestle, et Nancy Holden, eds. | Vintage Book of International Lesbian Fiction (Vintage)                             |
| Anthologies/Nonfiction            | Steve Hogan et Lee Hudson, eds.                  | Completely Queer: The Gay and Lesbian Encyclopedia (Henry Holt)                     |
| Anthologies/Nonfiction            | Kris Kleindienst, ed.                            | This Is What Lesbian Looks Like (Firebrand)                                         |
| Children's/Young Adult            | Ellen Wittlinger                                 | Hard Love (Simon & Schuster)                                                        |
| Drama                             | Craig Lucas                                      | What I Meant Was (TCG (en))                                                         |
| Gay Men's Biography/Autobiography | Jesse Green                                      | The Velveteen Father (Villard Books)                                                |
| Gay Men's Fiction                 | Matthew Stadler                                  | Allan Stein (Grove)                                                                 |
| Gay Men's Mystery                 | John Morgan Wilson                               | Justice at Risk (Doubleday)                                                         |
| Gay Men's Poetry (ex æquo)        | Mark Wunderlich                                  | The Anchorage (UMASS)                                                               |
| Gay Men's Poetry (ex æquo)        | Richard Howard                                   | Trappings (Turtle Point)                                                            |
| Gay Men's Studies                 | James Saslow                                     | Pictures and Passions: A History of Homosexuality in the Visual Arts (Viking Press) |
| Humor                             | Michael Thomas Ford                              | That's Mr. Faggot To You (Alyson (en))                                              |
| Lesbian Biography/Autobiography   | Diana Souhami                                    | The Trials of Radclyffe Hall (Doubleday)                                            |
| Lesbian Fiction                   | Sarah Waters                                     | Tipping the Velvet (Riverhead)                                                      |
| Lesbian Mystery                   | Ellen Hart                                       | Hunting the Witch (St. Martin's)                                                    |
| Lesbian Poetry                    | Olga Broumas                                     | Rave (Copper Canyon Press)                                                          |
| Lesbian Studies                   | Lillian Faderman                                 | To Believe in Women: What Lesbians Have Done for America (Houghton Mifflin)         |
| Photography/Visual Arts           | James Saslow                                     | Pictures and Passions: A History of Homosexuality in the Visual Arts (Viking Press) |
| Religion/Spirituality (ex æquo)   | John R. Stowe                                    | Gay Spirit Warrior (Findhorn Press)                                                 |
| Religion/Spirituality (ex æquo)   | Keith Boykin                                     | Respecting the Soul (Avon Publications)                                             |
| Science Fiction/Fantasy           | Richard Bowe                                     | Minions of the Moon (Tor Books)                                                     |
| Small Press                       | Henry Flesh                                      | Massage (Akashic)                                                                   |
| Transgender/Bisexual              | Jackie Kay                                       | Trumpet (Pantheon)                                                                  |

## 2000
| Catégorie                       | Auteur                                                      | Titre                                                   |
| ------------------------------- | ----------------------------------------------------------- | ------------------------------------------------------- |
| Anthologies/Fiction             | David Bergman et Karl Woelz, eds.                           | Men on Men 2000 (Plume)                                 |
| Anthologies/Nonfiction          | Noelle Howey et Ellen Samuels, eds.                         | Out of the Ordinary (St. Martin's)                      |
| Children's/Young Adult          | Noelle Howey et Ellen Samuels, eds.                         | Out of the Ordinary (St. Martin's)                      |
| Drama                           | John Cameron Mitchell, musique et paroles par Stephen Trask | Hedwig and the Angry Inch (Overlook)                    |
| Gay Biography/Autobiography     | Douglas Murray                                              | Bosie (Talk Miramax)                                    |
| Gay Men's Fiction               | K. M. Soehnlein                                             | The World of Normal Boys (Kensington Books)             |
| Gay Men's Mystery               | John Morgan Wilson                                          | The Limits of Justice (Doubleday)                       |
| Gay Men's Poetry                | Carl Phillips                                               | Pastoral (Graywolf)                                     |
| Gay Men's Studies               | James J. Berg et Chris Freeman                              | The Isherwood Century (University of Wisconsin–Madison) |
| Horror/Science Fiction/Fantasy  | Jim Grimsley                                                | Kirith Kirin (Meisha Merlin)                            |
| Humor                           | David Sedaris                                               | Me Talk Pretty One Day (Little Brown)                   |
| Lesbian Biography/Autobiography | Judith Barrington                                           | Lifesaving (Eight Mountain)                             |
| Lesbian Fiction                 | Michelle Tea                                                | Valencia (Seal)                                         |
| Lesbian Mystery                 | Jean Marcy                                                  | Mommy Deadest (New Victoria)                            |
| Lesbian Poetry                  | Elena Georgiou                                              | Mercy Mercy Me (Painted Leaf)                           |
| Lesbian Studies                 | Harmony Hammond                                             | Lesbian Art in America (Rizzoli)                        |
| Photography/Visual Arts         | Keri Pickett                                                | Faeries (Aperture)                                      |
| Small Press (ex æquo)           | Lauren Sanders                                              | Kamikaze Lust (Akashic)                                 |
| Small Press (ex æquo)           | Erasmo Guerra                                               | Between Dances (Painted Leaf)                           |
| Spirituality/Religion (ex æquo) | Toby Johnson                                                | Gay Spirituality (Alyson Publications)                  |
| Spirituality/Religion (ex æquo) | Krandall Kraus et Paul Borja                                | It's Never About What It's About (Alyson Publications)  |
| Transgender                     | David Ebershoff                                             | Danish Girl (Viking)                                    |

## 2001
| Catégorie                      | Auteur                           | Titre                                                                                   |
| ------------------------------ | -------------------------------- | --------------------------------------------------------------------------------------- |
| Anthologies/Fiction            | Helen Sandler, ed.               | Diva Book of Short Stories (Millivres)                                                  |
| Anthologies/Nonfiction         | Constantine-Simms, ed.           | The Greatest Taboo: Homosexuality In Black Communities (Alyson Publications)            |
| Autobiography/Memoir           | Andrew Solomon                   | The Noonday Demon: An Atlas of Depression (Scribner)                                    |
| Biography                      | Barry Werth                      | The Scarlet Professor: Newton Arvin (Doubleday)                                         |
| Children's/Young Adult         | Julia Watts                      | Finding H.F. (Alyson Publications)                                                      |
| Erotica                        | Ian Philips                      | See Dick Deconstruct: Literotica for the Satirically Bent (Attagirl Press)              |
| Gay Men's Fiction              | Allan Gurganus                   | The Practical Heart (Knopf)                                                             |
| Gay Men's Mystery              | Michael Nava                     | Rag and Bone (G.P. Putnam)                                                              |
| Gay Men's Poetry               | Mark Doty                        | Source (HarperCollins)                                                                  |
| GLBT Studies                   | Joyce Murdoch et Deb Price       | Courting Justice: Gay Men and Lesbians v. the Supreme Court (Basic Books)               |
| Humor                          | David Rakoff                     | Fraud (Doubleday)                                                                       |
| Lesbian Fiction                | Achy Obejas                      | Days of Awe (Ballantine)                                                                |
| Lesbian Mystery                | Ellen Hart                       | Merchant of Venus (St. Martin's Press)                                                  |
| Lesbian Poetry                 | Adrienne Rich                    | Fox (Norton Publishing)                                                                 |
| Photography/Visual Arts        | David Deitcher                   | Dear Friends: American Photographs of Men Together, 1840-1918 (Harry N. Abrams)         |
| Romance                        | Sylvia Brownrigg                 | Pages for You (Farrar, Straus and Giroux)                                               |
| Science Fiction/Fantasy/Horror | Melissa Scott et Lisa A. Barnett | Point of Dreams (Tor Books)                                                             |
| Small Press                    | Mariana Romo-Carmona             | Conversaciones! (Cleis)                                                                 |
| Spirituality (ex æquo)         | Ken Stone, ed.                   | Queer Commentary and the Hebrew Bible (Pilgrim Press)                                   |
| Spirituality (ex æquo)         | Bernard Duncan Mayes             | Escaping God's Closet: The Revelations of a Queer Priest (University Press of Virginia) |
| Transgender/Bisexual           | Virginia Ramey Mollenkott        | Omnigender: A Trans-religious Approach (Pilgrim Press)                                  |

## 2002
| Catégorie                      | Auteur                                            | Titre                                               |
| ------------------------------ | ------------------------------------------------- | --------------------------------------------------- |
| Anthologies/Fiction            | Devon Carbado, Dwight McBride and Don Weise, eds. | Black Like Us (Cleis Press)                         |
| Anthologies/Nonfiction         | Bruce Shenitz                                     | The Man I Might Become (Marlowe & Company)          |
| Autobiography                  | Betty Berzon                                      | Surviving Madness (University of Wisconsin–Madison) |
| Biography                      | David Kaufman                                     | Ridiculous! (Applause Theatre & Cinema)             |
| Children's/Young Adult         | Bonnie Shimko                                     | Letters in the Attic (Academy Chicago Press)        |
| Editor's Choice                | John D'Emilio                                     | The World Turned (Duke University Press)            |
| Erotica                        | Tristan Taormino, ed.                             | Best Lesbian Erotica 2003 (Cleis Press)             |
| Gay Men's Fiction              | Jamie O'Neill                                     | At Swim, Two Boys (Scribner)                        |
| Gay Men's Mystery              | Christopher Rice                                  | The Snow Garden (Miramax Press)                     |
| Gay Men's Poetry               | J. D. McClatchy                                   | Hazmat (Alfred A. Knopf)                            |
| Humor                          | Dan Savage                                        | Skipping Towards Gomorrah (Dutton)                  |
| Lesbian Fiction                | Sarah Waters                                      | Du bout des doigts (Fingersmith) (Riverhead)        |
| Lesbian Mystery                | Elizabeth Woodcraft                               | Good Bad Woman (Kensington Books)                   |
| Lesbian Poetry                 | Ellen Bass                                        | Mules of Love (BOA Editions)                        |
| LGBT Studies                   | Neil Miller                                       | Sex-Crime Panic (Alyson Publications)               |
| Photography/Visual Arts        | Dominique Fernandez                               | A Hidden Love (Prestel)                             |
| Pioneer Award                  | Barbara Grier et Donna McBride, Naiad Press       |                                                     |
| Romance                        | Andrew W. M. Beierle                              | The Winter of Our Discoteque (Kensington Books)     |
| Science Fiction/Fantasy/Horror | Michael Rowe, ed.                                 | Queer Fear II (Arsenal Pulp)                        |
| Small Press                    | Kings Crossing Publishing                         |                                                     |
| Spirituality                   | Geoffrey Duncan                                   | Courage to Love (Pilgrim Press)                     |
| Transgender                    | Noelle Howey                                      | Dress Codes (Picador)                               |

## 2003
| Catégorie                      | Auteur                              | Titre                                                                                 |
| ------------------------------ | ----------------------------------- | ------------------------------------------------------------------------------------- |
| Anthologies/Fiction            | Michael Bronski, ed.                | Pulp Friction (St. Martin's Press)                                                    |
| Anthologies/Non-fiction        | Bob Guter et John Killacky, eds.    | Queer Crips (Harrington Park Press)                                                   |
| Autobiography/Memoir           | Lillian Faderman                    | Naked in the Promised Land (Houghton Mifflin)                                         |
| Biography                      | A. N. Wilson                        | Beautiful Shadow (Bloomsbury Publishing)                                              |
| Children's/Young Adult         | David Levithan                      | Boy Meets Boy (Knopf Books for Young Readers)                                         |
| Drama                          | Brian Drader                        | Prok (Scirocco Drama)                                                                 |
| Erotica                        | Tristan Taormino, ed.               | Best Lesbian Erotica 2004 (Cleis Press)                                               |
| Gay Men's Fiction              | Christopher Bram                    | Lives of the Circus Animals (William Morrow)                                          |
| Gay Men's Mystery              | John Morgan Wilson                  | Blind Eye (St. Martin's Press)                                                        |
| Gay Men's Poetry               | Mark Bibbins                        | Sky Lounge (Graywolf Press)                                                           |
| Humor                          | Alison Bechdel                      | Dykes and Sundry Other Carbon-Based Life-Forms to Watch Out For (Alyson Publications) |
| Lesbian Fiction                | Nina Revoyr                         | Southland (Akashic Books)                                                             |
| Lesbian Mystery                | Elizabeth Sims                      | Damn Straight (Alyson Publications)                                                   |
| Lesbian Poetry                 | Minnie Bruce Pratt                  | The Dirt She Ate (University of Pittsburgh Press)                                     |
| LGBT Studies                   | Devon Carbado et Donald Weise, eds. | Time on Two Crosses (Cleis Press)                                                     |
| Photography/Visual Arts        | Lonthar Schirmer, ed.               | Women Seeing Women (W. W. Norton)                                                     |
| Romance (ex æquo)              | Karin Kallmaker                     | Maybe Next Time (Bella Books)                                                         |
| Romance (ex æquo)              | Michael Thomas Ford                 | Last Summer (Kensington Publishing)                                                   |
| Science Fiction/Fantasy/Horror | Helen Sandler, ed.                  | Necrologue (Diva Books)                                                               |
| Spirituality                   | Fenton Johnson                      | Keeping Faith (Houghton Mifflin)                                                      |
| Transgender/GenderQueer        | Jennifer Finney Boylan              | She's Not There (Broadway Books)                                                      |

## 2004
| Catégorie                      | Auteur                             | Titre                                                                                                 |
| ------------------------------ | ---------------------------------- | --- |
| Anthologies/Fiction            | Edmund White et Donald Weise, eds. | Fresh Men: New Voices in Gay Fiction (Carroll & Graf)                                                 |
| Anthologies/Non-fiction        | Greg Wharton et Ian Philips, eds.  | I Do/I Don't: Queers on Marriage (Suspect Thoughts)                                                   |
| Autobiography/Memoir           | Alison Smith                       | Name All the Animals (Scribner)                                                                       |
| Biography                      | Alexis De Veaux                    | Warrior Poet: A Biography of Audre Lorde (W. W. Norton)                                               |
| Children's/Young Adult         | Alex Sánchez                       | So Hard to Say (Simon & Schuster Books for Young Readers)                                             |
| Drama                          | Doug Wright                        | I Am My Own Wife (Farrar, Straus and Giroux)                                                          |
| Erotica                        | Richard Labonte                    | Best Gay Erotica 2005 (Cleis Press)                                                                   |
| Gay Men's Debut Fiction        | Blair Mastbaum (en)                | Clay's Way (Alyson Publications)                                                                      |
| Gay Men's Fiction              | Colm Tóibín                        | Le Maître (The Master) (Scribner)                                                                     |
| Gay Men's Poetry               | Luis Cernuda                       | Written in Water (City Lights Publishers)                                                             |
| Gay Men's Mystery              | Anthony Bidulka                    | Flight of Aquavit (Insomniac Press)                                                                   |
| Humor                          | David Sedaris                      | Dress Your Family in Corduroy and Denim (Little, Brown and Company)                                   |
| Lesbian Debut Fiction          | Judith Frank                       | Crybaby Butch (Firebrand)                                                                             |
| Lesbian Fiction                | Stacey D'Erasmo                    | A Seahorse Year (Houghton Mifflin)                                                                    |
| Lesbian Poetry                 | Beverly Burch                      | Sweet to Burn (Gival Press)                                                                           |
| Lesbian Mystery                | Katherine V. Forrest               | Hancock Park (Berkley Prime Crime/Penguin Group)                                                      |
| LGBT Studies                   | Elisabeth Kirtsoglou               | For the Love of Women: Gender, Identity and Same-Sex Relations in a Greek Provincial Town (Routledge) |
| Photography/Visual Arts        | Evan Bachner et Harry Abrams       | At Ease: Navy Men of World War II (Harry Abrams)                                                      |
| Romance                        | Steven Kluger                      | Almost Like Being in Love (HarperCollins)                                                             |
| Religion/Spirituality          | Will Roscoe                        | Jesus and the Shamanic Tradition of Same-Sex Love (Suspect Thoughts)                                  |
| Science fiction/Fantasy/Horror | Jim Grimsley                       | The Ordinary (Tor Books)                                                                              |
| Transgender/GenderQueer        | Mariette Pathy Allen               | The Gender Frontier (Kehrer Verlag)                                                                   |

## 2005
| Catégorie                      | Auteur                           | Titre |
| ------------------------------ | -------------------------------- | --- |
| Anthologies                    | E. Lynn Harris, ed.              | Freedom in This Village: Twenty-Five Years of Black Gay Men's Writing, 1979 to the Present (Carroll & Graf) |
| Belles Lettres                 | Martin Moran                     | The Tricky Part (Beacon Press)                                                                              |
| Biography                      | Sherrill Tippins                 | February House (Houghton Mifflin)                                                                           |
| Children's/Young Adult         | Shyam Selvadurai                 | Swimming in the Monsoon Sea (Tundra Press)                                                                  |
| Erotica                        | Stacia Seaman et Radclyffe, eds. | Stolen Moments: Erotic Interludes 2 (Bold Strokes)                                                          |
| Gay Men's Debut Fiction        | Vestal McIntyre                  | You Are Not the One (Carroll & Graf)                                                                        |
| Gay Men's Fiction              | Dennis Cooper                    | The Sluts (Carroll & Graf)                                                                                  |
| Gay Men's Mystery              | D. Travers Scott                 | One of These Things is Not Like the Other (Suspect Thoughts)                                                |
| Gay Men's Poetry               | Richard Siken                    | Crush (Yale University)                                                                                     |
| Humor                          | David Rakoff                     | Don't Get Too Comfortable (Doubleday)                                                                       |
| Lesbian Debut Fiction          | Ali Liebegott                    | The Beautifully Worthless (Suspect Thoughts)                                                                |
| Lesbian Fiction                | Abha Dawesar                     | Babyji (Anchor Books)                                                                                       |
| Lesbian Mystery                | Alicia Gaspar de Alba            | Desert Blood: The Juarez Murders (Arte Publico)                                                             |
| Lesbian Poetry                 | June Jordan                      | Directed by Desire: Collected Poems (Copper Canyon Press)                                                   |
| LGBT Studies                   | Susan Ackerman                   | When Heroes Love: The Ambiguities of Eros in the Stories of Gilgamesh and David (Columbia University Press) |
| Nonfiction                     | Thomas Glave                     | Words to Our Now (University of Minnesota)                                                                  |
| Romance                        | Radclyffe                        | Distant Shores, Silent Thunder (Bold Strokes)                                                               |
| Science Fiction/Fantasy/Horror | Katherine V. Forrest             | Daughters of an Emerald Dusk (Alyson Publications)                                                          |
| Spirituality                   | Cheri DiNovo                     | Qu(e)erying Evangelism: Growing a Community from the Outside In (Pilgrim Press)                             |
| Transgender/GenderQueer        | Charlie Jane Anders              | Choir Boy (Soft Skull Press)                                                                                |

## 2006
| Catégorie                        | Auteur                                 | Titre                                                                                       |
| -------------------------------- | -------------------------------------- | ------------------------------------------------------------------------------------------- |
| Anthologies                      | Greg Herren et Paul J. Willis, eds.    | Love, Bourbon Street: Reflections of New Orleans (Alyson Publications)                      |
| Arts & Culture                   | Lillian Faderman et Stuart Timmons     | Gay L. A.: A History of Sexual Outlaws, Power Politics, And Lipstick Lesbians (Basic Books) |
| Bisexual                         | Michael Szymanski et Nicole Kristal    | The Bisexual's Guide to the Universe (Alyson Publications)                                  |
| Children's/Young Adult (ex æquo) | David Levithan and Billy Merrell, eds. | Full Spectrum (Random House Children's Books)                                               |
| Children's/Young Adult (ex æquo) | Julie Anne Peters                      | Between Mom & Jo (Little Brown)                                                             |
| Drama/Theater                    | Tim Miller (en)                        | 1001 Beds (University of Wisconsin–Madison)                                                 |
| Gay Men's Debut Fiction          | Robert Westfield                       | Suspension: A Novel (Harper Perennial)                                                      |
| Gay Men's Erotica                | Jeff Mann                              | A History of Barbed Wire (Suspect Thoughts)                                                 |
| Gay Men's Fiction                | Robert Westfield                       | Suspension: A Novel (Harper Perennial)                                                      |
| Gay Men's Memoir/Biography       | Bernard Cooper                         | The Bill From My Father (Simon & Schuster)                                                  |
| Gay Men's Mystery                | Garry Ryan                             | The Lucky Elephant Restaurant (NeWest Press)                                                |
| Gay Men's Poetry                 | Jim Elledge                            | A History of My Tattoo (Stonewall/BrickHouse Books)                                         |
| Gay Men's Romance                | Rob Byrnes                             | When the Stars Come Out (Kensington Books)                                                  |
| Humor                            | Joe Keenan                             | My Lucky Star (Little Brown)                                                                |
| Lesbian Debut Fiction            | Ellis Avery                            | The Teahouse Fire (Riverhead Books)                                                         |
| Lesbian Erotica                  | Laurinda D. Brown                      | Walk Like a Man (Q-Boro Books)                                                              |
| Lesbian Fiction                  | Sarah Waters                           | The Night Watch (Riverhead Books)                                                           |
| Lesbian Memoir/Biography         | Alison Bechdel                         | Fun Home (Houghton Mifflin)                                                                 |
| Lesbian Mystery                  | Laurie R. King                         | The Art of Detection (Bantam Books)                                                         |
| Lesbian Poetry                   | Sina Queyras                           | Lemon Hound (Coach House Books)                                                             |
| Lesbian Romance                  | Georgia Beers                          | Fresh Tracks (Bold Strokes)                                                                 |
| Nonfiction (ex æquo)             | Lillian Faderman et Stuart Timmons     | Gay L. A.: A History of Sexual Outlaws, Power Politics, And Lipstick Lesbians (Basic Books) |
| Nonfiction (ex æquo)             | Marcia M. Gallo                        | Different Daughters (Carroll & Graf)                                                        |
| LGBT Studies                     | Horace L. Griffin                      | Their Own Receive Them Not (Pilgrim Press)                                                  |
| Science Fiction/Fantasy/Horror   | Neal Drinnan                           | Izzy and Eve (Green Candy Press)                                                            |
| Spirituality                     | Michael McColly                        | The After-Death Room (Soft Skull Press)                                                     |
| Transgender/GenderQueer          | Susan Stryker et Stephen Whittle, eds. | The Transgender Studies Reader (Routledge)                                                  |

## 2007
| Catégorie                      | Auteur                                 | Titre                                                                                  |
| ------------------------------ | -------------------------------------- | -------------------------------------------------------------------------------------- |
| Anthologies                    | Richard Labonte et Lawrence Schimel    | First Person Queer (Arsenal Pulp Press)                                                |
| Arts & Culture                 | Matthew Hays                           | The View from Here: Conversations with Gay and Lesbian Filmmakers (Arsenal Pulp Press) |
| Bisexual                       | Brent Hartinger                        | Split Screen (Harper Collins Children's Books)                                         |
| Children's/Young Adult         | Perry Moore                            | Hero (Hyperion)                                                                        |
| Drama/Theater                  | Steve Susoyev et George Birimisa, eds. | Return to the Caffe Cino (Moving Finger Press)                                         |
| Gay Debut Fiction              | Christopher Kelly                      | A Push and a Shove (Alyson Books)                                                      |
| LGBT Erotica                   | Simon Sheppard                         | Homosex: 60 Years of Gay Erotica (Running Press)                                       |
| Men's Fiction                  | André Aciman                           | Call Me by Your Name (Farrar Straus Giroux)                                            |
| Men's Memoir/Biography         | Kevin Sessums                          | Mississippi Sissy (St. Martin's Press)                                                 |
| Men's Mystery                  | Greg Herren                            | Murder in the Rue Chartres (Alyson Books)                                              |
| LGBT Poetry                    | Henri Cole                             | Blackbird and Wolf (Farrar, Straus & Giroux)                                           |
| Men's Romance                  | Michael Thomas Ford                    | Changing Tides (Kensington Books)                                                      |
| Lesbian Debut Fiction          | Aoibheann Sweeney                      | Among Other Things, I've Taken Up Smoking (Penguin Press)                              |
| Women's Fiction                | Ali Liebegott                          | The IHOP Papers (Carroll & Graf)                                                       |
| Women's Memoir/Biography       | Nicola Griffith                        | And Now We Are Going to Have a Party (Payseur & Schmidt)                               |
| Women's Mystery                | Gabrielle Goldsby                      | Wall of Silence (Bold Strokes Books)                                                   |
| Women's Romance                | K. G. MacGregor                        | Out of Love (Bella Books)                                                              |
| LGBT Nonfiction                | Michael S. Sherry                      | Gay Artists in Modern American Culture (University of North Carolina Press)            |
| LGBT Studies                   | Sharon Marcus                          | Between Women (Princeton University Press)                                             |
| Science Fiction/Fantasy/Horror | Lee Thomas (en)                        | The Dust of Wonderland (Alyson Books)                                                  |
| Transgender                    | Cris Beam, eds.                        | Transparent (Harcourt)                                                                 |

## 2008
| Catégorie                      | Auteur                              | Titre |
| ------------------------------ | ----------------------------------- | --- |
| Anthologies                    | Thomas Glave                        | Our Caribbean (Duke University Press)                                                                           |
| Bisexual                       | Jenny Block                         | Open (Seal Press)                                                                                               |
| Children's/Young Adult         | Bill Konigsberg                     | Out of the Pocket (Dutton)                                                                                      |
| Drama/Theater                  | Carolyn Gage                        | The Second Coming of Joan of Arc (Outskirts Press)                                                              |
| Gay Debut Fiction              | Shawn Stewart Ruff                  | Finlater (Quote Editions)                                                                                       |
| Gay Erotica                    | Richard Labonte et James Lear, eds. | Best Gay Erotica 2009 (Cleis Press)                                                                             |
| Gay Fiction                    | Scott Heim                          | We Disappear (Harper Perennial)                                                                                 |
| Gay Memoir/Biography           | Sheila Rowbotham                    | Edward Carpenter: A Life of Liberty and Love (Verso Books)                                                      |
| Gay Mystery                    | Scott Sherman                       | First You Fall (Alyson Books)                                                                                   |
| Gay Poetry (ex æquo)           | Mark Doty                           | Fire to Fire (Harper)                                                                                           |
| Gay Poetry (ex æquo)           | James Allen Hall                    | Now You're the Enemy (University of Arkansas Press)                                                             |
| Gay Romance                    | Larry Duplechan                     | Got 'til it's Gone (Arsenal Pulp Press)                                                                         |
| Lesbian Debut Fiction          | Magdalena Zurawski                  | The Bruise (Fiction Collective Two/University of Alabama Press)                                                 |
| Lesbian Erotica                | Radclyffe et Karin Kallmaker        | In Deep Waters 2: Cruising the Strip (Bold Strokes Books)                                                       |
| Lesbian Fiction (ex æquo)      | Emma Donoghue                       | The Sealed Letter (Houghton Mifflin Harcourt)                                                                   |
| Lesbian Fiction (ex æquo)      | Chandra Mayor                       | All the Pretty Girls (Conundrum Press)                                                                          |
| Lesbian Memoir/Biography       | Maureen Seaton                      | Sex Talks to Girls: A Memoir (University of Wisconsin Press)                                                    |
| Lesbian Mystery                | Josie Gordon                        | Whacked (Bella Books)                                                                                           |
| Lesbian Poetry                 | Judy Grahn                          | love belongs to those who do the feeling (Red Hen Press)                                                        |
| Lesbian Romance                | Karin Kallmaker                     | The Kiss That Counted (Bella Books)                                                                             |
| LGBT Nonfiction                | Jane Rule                           | Loving the Difficult (Hedgerow Press)                                                                           |
| LGBT Studies                   | Regina Kunzel                       | Criminal Intimacy: Prison and the Uneven History of Modern American Sexuality (The University of Chicago Press) |
| Science Fiction/Fantasy/Horror | Nicole Kimberling                   | Turnskin (Blind Eye Books)                                                                                      |
| Transgender                    | Thea Hillman                        | Intersex (For Lack of a Better Word) (Manic D Press)                                                            |

## 2009
| Catégorie                      | Auteur                            | Titre                                                                                                   |
| ------------------------------ | --------------------------------- | --- |
| Anthologies                    | Ariel Gore, ed.                   | Portland Queer: Tales of the Rose City (Lit Star Press)                                                 |
| Bisexual Fiction (ex æquo)     | Mykola Dementiuk                  | Holy Communion (Synergy Press)                                                                          |
| Bisexual Fiction (ex æquo)     | Maria Pallotta-Chiarolli          | Love You Two (Random House Australia)                                                                   |
| Bisexual Non-Fiction           | Minal Hajratwala                  | Leaving India: My Family’s Journey From Five Villages to Five Continents (Houghton Mifflin Harcourt)    |
| Children's/Young Adult         | Dale Peck                         | Sprout (Bloomsbury USA)                                                                                 |
| Drama/Theater                  | Mart Crowley                      | The Collected Plays of Mart Crowley (Alyson Books)                                                      |
| Gay Debut Fiction              | Rakesh Satyal                     | Blue Boy (Kensington Books)                                                                             |
| Gay Erotica                    | Kevin Killian                     | Impossible Princess (City Lights)                                                                       |
| Gay Fiction                    | Vestal McIntyre                   | Lake Overturn (HarperCollins)                                                                           |
| Gay Memoir/Biography           | Reynolds Price                    | Ardent Spirits: Leaving Home, Coming Back (Scribner Books)                                              |
| Gay Mystery                    | Michael Thomas Ford               | What We Remember (Kensington Books)                                                                     |
| Gay Poetry                     | Benjamin S. Grossberg             | Sweet Core Orchard (University of Tampa Press)                                                          |
| Gay Romance                    | Frank Anthony Polito              | Drama Queers! (Kensington Books)                                                                        |
| Lesbian Debut Fiction          | Rhiannon Argo                     | The Creamsickle (Spinsters Ink)                                                                         |
| Lesbian Erotica                | Sacchi Green and Rakelle Valencia | Lesbian Cowboys (Cleis Press)                                                                           |
| Lesbian Fiction                | Jill Malone                       | A Field Guide to Deception (Bywater Books)                                                              |
| Lesbian Memoir/Biography       | Joan Schenkar                     | The Talented Miss Highsmith: The Secret Life and Serious Art of Patricia Highsmith (St. Martin's Press) |
| Lesbian Mystery                | Jean M. Redmann                   | Death of a Dying Man (Bold Strokes Books)                                                               |
| Lesbian Poetry                 | Stacie Cassarino                  | Zero at the Bone (New Issues Poetry & Prose)                                                            |
| Lesbian Romance                | Colette Moody                     | The Sublime and Spirited Voyage of Original Sin (Bold Strokes Books)                                    |
| LGBT Nonfiction                | James Davidson                    | The Greeks and Greek Love (Random House)                                                                |
| LGBT Studies                   | Margot Canaday                    | The Straight State: Sexuality and Citizenship in Twentieth Century America (Princeton University Press) |
| Science Fiction/Fantasy/Horror | Catherynne M. Valente             | Palimpsest (Bantam Spectra)                                                                             |
| Transgender                    | Lynn Breedlove                    | Lynnee Breedlove's One Freak Show (Manic D Press)                                                       |